# شينغو ايتو
شينغو ايتو (باليابانية: 伊藤真吾؛ بالكانا: いとう しんご) هو لاعب شوغي ‏ ياباني، ولد في 4 يناير 1982 في هاتشيؤوجي في اليابان.